# Sorochuco
Sorochuco é um distrito do Peru, departamento de Cajamarca, localizada na província de Celendín.

## Transporte
O distrito de Sorochuco não é servido pelo sistema de estradas terrestres do Peru.